# Lago Pico Número Uno
Lago Pico Número Uno är en sjö i Argentina.   Den ligger i provinsen Chubut, i den sydvästra delen av landet, 1 600 km sydväst om huvudstaden Buenos Aires. Lago Pico Número Uno ligger 583 meter över havet. Arean är 9,4 kvadratkilometer. Den sträcker sig 3,8 kilometer i nord-sydlig riktning, och 5,2 kilometer i öst-västlig riktning.
Trakten runt Lago Pico Número Uno består i huvudsak av gräsmarker. Trakten runt Lago Pico Número Uno är nära nog obefolkad, med mindre än två invånare per kvadratkilometer.